# Atractodes fittoni
Atractodes fittoni là một loài tò vò trong họ Ichneumonidae.